# Класификация на вирусите
Класификацията на вирусите по-долу е Md md santo assalamualaikum предложена от биологът Дейвид  id and gurup disbend and tropic bendБалтимор и включва всички представители на царство Вируси (на латински: Virusиво род.xxxxxccc Тя обхваща сp  please rreport request sirедем основни групи и се базира на различиятবস শানতа в механиবস শানতзма на продукция на иРНК.

## Класификация
Царство Вируси
- Група I двДНК вируси (dsDNA)
  - Разред Caudovirales [3]
    - Семейство Myoviridae
      - Род EL-подобни вируси
      - Род I3-подобни вируси
      - Род Mu-подобни вируси
      - Род P1-подобни вируси
      - Род P2-подобни вируси
      - Род PhiH-подобни вируси
      - Род PhiKZ-подобни вируси
      - Род SPO1-подобни вируси
      - Род T4-подобни вируси
      - Род Vi01-подобни вируси

    - Семейство Podoviridae
      - Подсемейство Autographivirinae
        - Род phiKMV-подобни вируси
        - Род SP6-подобни вируси
        - Род T7-подобни вируси

      - Подсемейство Picovirinae
        - Род Phi29-подобни вируси
        - Род AHJD-подобни вируси

    - Семейство Siphoviridae
      - Род c2-подобни вируси
      - Род L5-подобни вируси
      - Род Lambda-подобни вируси
      - Род N15-подобни вируси
      - Род PhiC31-подобни вируси
      - Род PsiM1-подобни вируси
      - Род r1t подобни вируси
      - Род sk1 подобни вируси
      - Род Sfi11 подобни вируси
      - Род Sfi21-подобни вируси
      - Род SPbeta-подобни вируси
      - Род T1-подобни вируси
      - Род T5-подобни вируси

  - Разред Herpesvirales
    - Семейство Alloherpesviridae
      - Род Batrachovirus
      - Род Cyprinivirus
      - Род Ictalurivirus
      - Род Salmonivirus

    - Семейство Херпесвируси (Herpesviridae)
      - Подсемейство Alphaherpesvirinae
        - Род Iltovirus
        - Род Mardivirus
        - Род Simplexvirus
        - Род Варицеловируси (Varicellovirus)

      - Подсемейство Betaherpesvirinae
        - Род Вирус на цитомегалията (Cytomegalovirus)
        - Род Muromegalovirus
        - Род Proboscivirus
        - Род Roseolovirus

      - Подсемейство Gammaherpesvirinae
        - Род Lymphocryptovirus
        - Род Macavirus
        - Род Percavirus
        - Род Rhadinovirus

    - Семейство Malacoherpesviridae Davison, 2009[4]
      - Род Haliotivirus
      - Род Ostreavirus

  - Разред Ligamenvirales
    - Семейство Lipothrixviridae
      - Род Alphalipothrixvirus
      - Род Betalipothrixvirus
      - Род Gammalipothrixvirus
      - Род Deltalipothrixvirus

    - Семейство Rudiviridae
      - Род Rudivirus

  - Разред неопределен
    - Семейство Аденовируси (Adenoviridae)
      - Род Atadenovirus
      - Род Aviadenovirus
      - Род Ichtadenovirus
      - Род Mastadenovirus
      - Род Siadenovirus

    - Семейство Ampullaviridae
      - Род Ampullavirus

    - Семейство Ascoviridae
      - Род Ascovirus

    - Семейство Asfarviridae
      - Род Asfivirus

    - Семейство Bacilloviridae
      - Род Bacilliovirus

    - Семейство Baculoviridae
      - Род Alphabaculovirus
      - Род Betabaculovirus
      - Род Deltabaculovirus
      - Род Gammabaculovirus

    - Семейство Bicaudaviridae
      - Род Bicaudavirus

    - Семейство Clavaviridae
      - Род Clavavirus

    - Семейство Corticoviridae
      - Род Corticovirus

    - Семейство Fuselloviridae
      - Род Fusellovirus

    - Семейство Globuloviridae
      - Род Globulovirus

    - Семейство Guttaviridae
      - Род Guttavirus

    - Семейство Hytrosaviridae
      - Род Glossinavirus
      - Род Muscavirus

    - Семейство Iridoviridae
      - Род Chloriridovirus
      - Род Iridovirus
      - Род Lymphocystivirus
      - Род Megalocytivirus
      - Род Ranavirus

    - Семейство Marseilleviridae
      - Род Marseillevirus

    - Семейство Megaviridae
      - Род Megavirus

    - Семейство Mimiviridae
      - Род Mimivirus

    - Семейство Nimaviridae
      - Род Whispovirus

    - Семейство Човешки папиломни вируси (Papillomaviridae)
      - Род Alphapapillomavirus
      - Род Betapapillomavirus
      - Род Gammapapillomavirus
      - Род Deltapapillomavirus
      - Род Epsilonpapillomavirus
      - Род Etapapillomavirus
      - Род Iotapapillomavirus
      - Род Kappapapillomavirus
      - Род Lambdapapillomavirus
      - Род Mupapillomavirus
      - Род Nupapillomavirus
      - Род Omikronpapillomavirus
      - Род Pipapillomavirus
      - Род Thetapapillomavirus
      - Род Xipapillomavirus
      - Род Zetapapillomavirus

    - Семейство Phycodnaviridae
      - Род Chlorovirus
      - Род Coccolithovirus
      - Род Prasinovirus
      - Род Prymnesiovirus
      - Род Phaeovirus
      - Род Raphidovirus

    - Семейство Plasmaviridae
      - Род Plasmavirus

    - Семейство Polydnaviridae
      - Род Ichnovirus
      - Род Bracovirus

    - Семейство Човешки полиомни вируси (Polyomaviridae)
      - Род Orthopolyomavirus
      - Род Polyomavirus
      - Род Wukipolyomavirus
      - Род Avipolyomavirus

    - Семейство Поксвируси (Poxviridae)
      - Подсемейство Chordopoxvirinae
        - Род Авипоксвируси (Avipoxvirus)
        - Род Каприпоксвируси (Capripoxvirus)
        - Род Cervidpoxvirus
        - Род Crocodylipoxvirus
        - Род Leporipoxvirus
        - Род Molluscipoxvirus
        - Род Orthopoxvirus
        - Род Parapoxvirus
        - Род Suipoxvirus
        - Род Yatapoxvirus

      - Подсемейство Entomopoxvirinae
        - Род Alphaentomopoxvirus
        - Род Betaentomopoxvirus
        - Род Gammaentomopoxvirus

    - Семейство Tectiviridae
      - Род Tectivirus

    - Семейство неопределено
      - Род Dinodnavirus
      - Род Nudivirus
      - Род Salterprovirus
      - Род Rhizidiovirus
- Група II евДНК вируси (ssDNA)
  - Семейство Anelloviridae
    - Род Alphatorquevirus
    - Род Betatorquevirus
    - Род Gammatorquevirus
    - Род Deltatorquevirus
    - Род Epsilontorquevirus
    - Род Etatorquevirus
    - Род Iotatorquevirus
    - Род Thetatorquevirus
    - Род Zetatorquevirus

  - Семейство Bacillariodnaviridae
    - Род Bacilladnavirus

  - Семейство Circoviridae
    - Род Circovirus
    - Род Cyclovirus
    - Род Gyrovirus

  - Семейство Geminiviridae
    - Род Mastrevirus
    - Род Curtovirus
    - Род Begomovirus
    - Род Topocuvirus

  - Семейство Inoviridae
    - Род Inovirus
    - Род Plectrovirus

  - Семейство Microviridae
    - Подсемейство Gokushovirinae
      - Род Bdellomicrovirus
      - Род Chlamydiamicrovirus
      - Род Spiromicrovirus

    - Подсемейство Microvirinae
      - Род Microvirus

  - Семейство Nanoviridae
    - Род Nanovirus
    - Род Babuvirus

  - Семейство Парвовируси (Parvoviridae)
    - Подсемейство Densovirinae
      - Род Brevidensovirus
      - Род Contravirus
      - Род Densovirus
      - Род Iteravirus
      - Род Pefudensovirus

    - Подсемейство Parvovirinae
      - Род Amdovirus
      - Род Bocavirus
      - Род Dependovirus
      - Род Erythrovirus
      - Род Partetravirus
      - Род Парвовируси (Parvovirus)
- Група III двРНК вируси (dsRNA)
  - Семейство Birnaviridae
    - Род Aquabirnavirus
    - Род Avibirnavirus
    - Род Blosnavirus
    - Род Entomobirnavirus

  - Семейство Chrysoviridae
    - Род Chrysovirus

  - Семейство Cystoviridae
    - Род Cystovirus

  - Семейство Endornaviridae
    - Род Endornavirus

  - Семейство Hypoviridae
    - Род Hypovirus

  - Семейство Partitiviridae
    - Род Alphacryptovirus
    - Род Betacryptovirus
    - Род Cryspovirus
    - Род Partitivirus

  - Семейство Picobirnaviridae
    - Род Picobirnavirus

  - Семейство Реовируси (Reoviridae)
    - Подсемейство Sedoreovirinae
      - Род Cardoreovirus
      - Род Mimoreovirus
      - Род Орбивируси (Orbivirus)
      - Род Phytoreovirus
      - Род Ротавируси (Rotavirus)
      - Род Seadornavirus

    - Подсемейство Spinareovirinae
      - Род Aquareovirus
      - Род Coltivirus
      - Род Cypovirus
      - Род Dinovernavirus
      - Род Fijivirus
      - Род Idnoreovirus
      - Род Mycoreovirus
      - Род Ортореовируси (Orthoreovirus)
      - Род Oryzavirus

  - Семейство Totiviridae
    - Род Totivirus
    - Род Giardiavirus
    - Род Leishmaniavirus
    - Род Victorivirus
- Група IV (+)евРНК вируси ((+)ssRNA)
  - Разред Nidovirales
    - Семейство Arteriviridae
      - Род Arterivirus

    - Семейство Коронавируси (Coronaviridae)
      - Подсемейство Ортокоронавируси (Orthocoronavirinae, Coronavirinae)[5]
        - Род Алфакоронавируси (Alphacoronavirus)[6]
        - Род Бетакоронавируси (Betacoronavirus)
        - Род Гамакоронавируси (Gammacoronavirus)
        - Род Делтакоронавируси (Deltacoronavirus)

      - Подсемейство Letovirinae
        - Род Alphaletovirus

    - Семейство Tobaniviridae
      - Подсемейство Piscanivirinae
        - Род Bafinivirus

      - Подсемейство Torovirinae
        - Род Torovirus

    - Семейство Roniviridae
      - Род Okavirus

  - Разред Picornavirales
    - Семейство Bacillariornaviridae
    - Семейство Калицивируси (Caliciviridae)
      - Род Lagovirus
      - Род Nebovirus
      - Род Norovirus
      - Род Sapovirus
      - Род Vesivirus

    - Семейство Dicistroviridae
      - Род Aparavirus
      - Род Cripavirus

    - Семейство Iflaviridae
      - Род Iflavirus

    - Семейство Labyrnaviridae
    - Семейство Marnaviridae
      - Род Marnavirus

    - Семейство Пикорнавируси (Picornaviridae)
      - Род Афтовируси (Aphthovirus)
      - Род Avihepatovirus
      - Род Cardiovirus
      - Род Ентеровируси (Enterovirus)
      - Род Erbovirus
      - Род Hepatovirus
      - Род Kobuvirus
      - Род Parechovirus
      - Род Sapelovirus
      - Род Senecavirus
      - Род Teschovirus
      - Род Tremovirus

    - Семейство Potyviridae
      - Род Bymovirus
      - Род Ipomovirus
      - Род Macluravirus
      - Род Potyvirus
      - Род Rymovirus
      - Род Tritimovirus

    - Семейство Secoviridae
      - Род Cheravirus
      - Род Sadwavirus
      - Род Torradovirus

    - Семейство Sequiviridae
      - Род Sequivirus
      - Род Waikavirus

  - Разред Tymovirales
    - Семейство Alphaflexiviridae
      - Род Allexivirus
      - Род Botrexvirus
      - Род Lolavirus
      - Род Mandarivirus
      - Род Potexvirus
      - Род Sclerodarnavirus

    - Семейство Betaflexiviridae
      - Род Capillovirus
      - Род Carlavirus
      - Род Citrivirus
      - Род Foveavirus
      - Род Trichovirus
      - Род Vitivirus

    - Семейство Gammaflexiviridae
      - Род Mycoflexivirus

    - Семейство Tymoviridae
      - Род Maculavirus
      - Род Marafivirus
      - Род Tymovirus

  - Разред неопределен
    - Семейство Alvernaviridae
    - Семейство Astroviridae
      - Род Avastrovirus
      - Род Mamastrovirus

    - Семейство Barnaviridae
      - Род Barnavirus

    - Семейство Bromoviridae
      - Род Alfamovirus
      - Род Anulavirus
      - Род Bromovirus
      - Род Cucumovirus
      - Род Ilarvirus
      - Род Oleavirus

    - Семейство Closteroviridae
      - Род Ampelovirus
      - Род Closterovirus
      - Род Crinivirus

    - Семейство Флавивируси (Flaviviridae)[7]
      - Род Флавивирус (Flavivirus)
      - Род Hepacivirus
      - Род Pegivirus
      - Род Pestivirus

    - Семейство Leviviridae
      - Род Levivirus
      - Род Allolevivirus

    - Семейство Luteoviridae
      - Род Luteovirus
      - Род Polerovirus
      - Род Enamovirus

    - Семейство Narnaviridae
      - Род Narnavirus
      - Род Mitovirus

    - Семейство Nodaviridae
      - Род Alphanodavirus
      - Род Betanodavirus

    - Семейство Alphatetraviridae
      - Род Betatetravirus
      - Род Omegatetravirus

    - Семейство Тогавируси (Togaviridae)
      - Род Alphavirus
      - Род Rubivirus

    - Семейство Tombusviridae
      - Род Aureusvirus
      - Род Avenavirus
      - Род Carmovirus
      - Род Dianthovirus
      - Род Necrovirus
      - Род Machlomovirus
      - Род Panicovirus
      - Род Tombusvirus

    - Семейство Virgaviridae
      - Род Furovirus
      - Род Hordeivirus
      - Род Pecluvirus
      - Род Pomovirus
      - Род Tobamovirus
      - Род Tobravirus

    - Семейство неопределено
      - Род Benyvirus
      - Род Hepevirus
      - Род Idaeovirus
      - Род Ourmiavirus
      - Род Sobemovirus
      - Род Umbravirus
- Група V (-)евРНК вируси ((-)ssRNA)
  - Разред Mononegavirales
    - Семейство Bornaviridae
      - Род Bornavirus

    - Семейство Филовируси (Filoviridae)
      - Род Cuevavirus
      - Род Ebolavirus
      - Род Marburgvirus

    - Семейство Парамиксовируси (Paramyxoviridae)
      - Подсемейство Paramyxovirinae
        - Род Avulavirus
        - Род Ferlavirus
        - Род Хенипавируси (Henipavirus)
        - Род Morbillivirus
        - Род Respirovirus
        - Род Rubulavirus

      - Подсемейство Pneumovirinae
        - Род Pneumovirus
        - Род Metapneumovirus

    - Семейство Рабдовируси (Rhabdoviridae)
      - Род Cytorhabdovirus
      - Род Dichorhabdovirus
      - Род Ephemerovirus
      - Род Lyssavirus
      - Род Novirhabdovirus
      - Род Nucleorhabdovirus
      - Род Vesiculovirus

  - Разред неопределен
    - Семейство Аренавируси (Arenaviridae)
      - Род Arenavirus

    - Семейство Бунявируси (Bunyaviridae)
      - Род Хантавируси (Hantavirus)
      - Род Nairovirus
      - Род Orthobunyavirus
      - Род Phlebovirus
      - Род Tospovirus

    - Семейство Ophioviridae
      - Род Ophiovirus

    - Семейство Ортомиксовируси (Orthomyxoviridae)
      - Род Influenzavirus A
      - Род Influenzavirus B
      - Род Influenzavirus C
      - Род Isavirus
      - Род Thogotovirus

    - Семейство неопределено
      - Род Deltavirus
      - Род Emaravirus
      - Род Nyavirus
      - Род Tenuivirus
- Група VI евРНК-РВ вируси (ssRNA-RT)
  - Семейство Ретровируси (Retroviridae)
    - Подсемейство Orthoretrovirinae
      - Род Алфаретровируси (Alpharetrovirus)
      - Род Бетаретровируси (Betaretrovirus)
      - Род Гамаретровируси (Gammaretrovirus)
      - Род Делтаретровируси (Deltaretrovirus)
      - Род Епсилонретровируси (Epsilonretrovirus)
      - Род Lentivirus

    - Подсемейство Spumaretrovirinae
      - Род Spumavirus

  - Семейство Metaviridae
    - Род Metavirus
    - Род Errantivirus

  - Семейство Pseudoviridae
    - Род Hemivirus
    - Род Pseudovirus
    - Род Sirevirus
- Група VII двДНК-РВ вируси (dsDNA-RT)
  - Семейство Хепатитни (Hepadnaviridae)
    - Род Orthohepadnavirus
    - Род Avihepadnavirus

  - Семейство Caulimoviridae
    - Род Badnavirus
    - Род Caulimovirus
    - Род Tungrovirus
    - Род Soymovirus
    - Род Cavemovirus
    - Род Petuvirus